# Todd Crespi
Todd Crespi (* 24. Oktober 1951 in Frankfurt am Main, Hessen) ist ein US-amerikanischer Schauspieler und Maler.

## Leben
Crespi wurde als Anthony Todd Crespi in Frankfurt am Main geboren. Während seiner Kindheit in Deutschland hatte er, laut eigenen Angaben, einen schweren Verlauf von Windpocken, der in ein medizinisches Lehrbuch einging. Seine jüngere Cousine ist die US-amerikanische Produzentin Celeste Wade.
In den Vereinigten Staaten besuchte er die Manchester Regional High School in Haledon, New Jersey, die er 1969 verließ.
Im Anschluss an seine Schulzeit studierte er an der Universität von Indiana, wo sein Zimmernachbar der spätere Schauspieler Don Johnson wurde. An der Universität spielte er in den Jahren 1969 und 1970 an der Seite von Angela DeAngelis Atwood die Hauptrolle in Shakespeares Das Wintermärchen. DeAngelis schloss sich später der Symbionese Liberation Army (SLA) an und war an der Entführung von Patty Hearst beteiligt. 1974 kam es zu einer live im Fernsehen übertragenen bewaffneten Auseinandersetzung mit der Polizei, bei der DeAngelis Atwood („General Gelina“) zusammen mit weiteren Mitgliedern der SLA in Los Angeles starb.
Crespi lebte auch eine Zeit mit seiner guten Freundin Cass Elliot zusammen, Sängerin der Band The Mamas and the Papas.

## Karriere
Durch einen Zufall kam Crespi zum Fernsehen, wie in der 24. Ausgabe der Jugendzeitschrift BRAVO aus dem Jahr 1974 zu lesen war. In der Folge America’s Guest der Fernsehserie Room 222 spielte Crespi die Figur des Tom; die Folge aus dem Jahr 1971 hatte die höchste Einschaltquote der gesamten Staffel. 1972 folgte eine kleine Nebenrolle in dem Horrorfilm The Possession of Joel Delaney an der Seite von David James Elliott, Shirley MacLaine und Perry King.
1973 spielte Crespi Peter in der Folge Love and the Blue Plate Special der fünften Staffel der Fernsehserie Wo die Liebe hinfällt. Zwischen 1973 und 1974 hatte er eine wiederkehrende Rolle in Der Magier: Als Dennis Pomeroy verkörperte er den Rollstuhlfahrenden und hochintelligenten Sohn des von Keene Curtis gespielten Max Pomeroy – Manager des „Magiers“. Zu dieser Zeit lebte er in Los Angeles und war mit der US-amerikanischen Sängerin und Schauspielerin Lorna Luft verlobt; sein persönlicher Manager war Allan Carr, der spätere Produzent der Musical-Verfilmung von Grease.
Nach seiner kurzen Schauspielkarriere widmete sich Crespi der Arbeit hinter der Kamera – als Regisseur und Filmemacher – und gründete im Jahr 2000 seine eigene Produktionsfirma Crespi Films in Falls Church im US-Bundesstaat Virginia. Ein weiteres Standbein wurde die Malerei: Er arbeitete unter anderem für den Nachrichtensender CNN als bekannter Gerichtszeichner am Obersten Gerichtshof der Vereinigten Staaten in Washington und porträtierte zahlreiche Richter sowie andere Juristen, wie ACLU-Anwältin Ann Beeson und der Generalstaatsanwalt von Arizona, Terry Goddard, in der New York Times bemerkten; für die Zeitung schrieb er auch gelegentlich Kritiken und Gerichtskommentare.
Im deutschen Sprachraum wurde Todd Crespi unter anderem von Hubertus Bengsch synchronisiert.

## Filmografie (Auswahl)

### Film
- 1972: The Possession of Joel Delaney

### Fernsehen
- 1971: Room 222
- 1973: Wo die Liebe hinfällt (Love, American Style)
- 1973–1974: Der Magier